# شهاب منا
شهاب مِنا (زادهٔ ۲۵ آذر ۱۳۵۸) موسیقی‌دان و نوازندهٔ سنتور، پژوهشگر موسیقی ایرانی و ناشر ایرانی است. عمدهٔ فعالیت‌های او در حوزهٔ سنتورنوازی، پژوهش دربارهٔ سنتور، سنتورنوازی و آموزش این ساز در ایران و همچنین نشر آثار مکتوب موسیقی از هنرمندان این حوزه متمرکز است.

## زندگی و تحصیلات
شهاب مِنا یادگیری موسیقی را با ساز پیانو نزد کورش درویش آغاز کرد. سپس به فراگیری سنتور نزد نادر نوذری و مجتبی زمانی پرداخت. وی دورهٔ کارشناسی موسیقی را در دانشکدهٔ هنرهای زیبای دانشگاه تهران گذراند و ردیف موسیقی ایرانی به روایت میرزا عبدالله را نزد مجید کیانی فراگرفت. او در سال ۱۳۸۴ با نگارش پایان‌نامه‌ای با عنوان بررسی آکوستیک موسیقایی سنتور با راهنمایی خسرو مولانا، مدرک کارشناسی خود را دریافت کرد. مِنا سپس تحصیلات خود را در مقطع کارشناسی ارشد رشتهٔ پژوهش هنر در همان دانشگاه ادامه داد و در سال ۱۳۸۹ با ارائهٔ پایان‌نامه‌ای با عنوان بررسی پیشینهٔ تاریخی و شیوه‌های اجرایی سنتور در ایران تا سال ۱۳۰۷ با راهنمایی هومان اسعدی، فارغ‌التحصیل شد.

## فعالیت‌های پژوهشی و موسیقایی
مِنا از سال ۱۳۸۴ فعالیت در حوزهٔ پژوهش موسیقی را با آوانگاری کتاب ردیف میرزا عبدالله برای سنتور، بر اساس اجرای مجید کیانی آغاز کرد. او در ادامه، کتاب‌هایی دربارهٔ تاریخ سنتورنوازی در ایران و ساخت این ساز منتشر کرده‌است. برخی از آثار او با این موضوع عبارت‌اند از:
- مجموعه‌مقالات دربارهٔ سنتور، جلد اول (۱۳۸۹)[۱]
- حبیب سماعی و راویان آثار او (۱۳۹۱)[۱]

وی همچنین به گردآوری و انتشار آثار سنتورنوازان معاصر و تک‌نگاری از موسیقی‌دانان ایرانی، از جمله طلیعه کامران و رضا محجوبی پرداخته‌است. از جمله این آثار می‌توان به موارد زیر اشاره کرد:
- آلبوم موسیقی یادگار حبیب (سنتورنوازی طلیعه کامران با همراهی تمبک و آواز حسین تهرانی)[۸]
- بخش‌هایی از ردیف حبیب سماعی به روایت طلیعه کامران (پدیدآورندگان: طلیعه کامران، شهاب مِنا)[۹]
- افسونگر نغمه‌پرداز، شرح حال و خاطرات و بررسی شیوهٔ نوازندگی رضا محجوبی در دو جلد (پژوهش و نگارشː محمدرضا شرایلی، شهاب مِنا)[۱۰][۱۱]

مِنا همچنین در کارنامهٔ حرفه‌ای خود سابقهٔ مشارکت در ویراستاری و آوانگاری در چندین کتاب موسیقی در ایران را نیز داشته است.

## افتخارات
در سال ۱۳۹۵ از شهاب مِنا برای آوانگاری و نگارش کتاب ضربی‌های حبیب سماعی بر اساس اجرای مجید کیانی از دوسالانهٔ کتاب خانهٔ موسیقی ایران تقدیر شد.

## فعالیت‌های نشر
در سال ۱۳۹۴، شهاب مِنا نشر موسیقی «خنیاگر» را راه‌اندازی کرد. این مؤسسه به انتشار آثار مکتوب در حوزه‌های مختلف موسیقی به خصوص آموزش می‌پردازد. تاکنون ده‌ها عنوان کتاب توسط مؤلفین مختلف حوزهٔ موسیقی از این نشر منتشر شده‌است.